# شاهزاده خانم و دلال ازدواج
شاهدخت و دلال ازدواج (انگلیسی: The Princess and the Matchmaker؛ کره‌ای: 궁합) یک فیلم تاریخی محصول کره جنوبی سال ۲۰۱۸ در ژانر کمدی-درام عاشقانه به کارگردانی هونگ چانگ-پیو است. در این فیلم شیم اون-کیونگ، لی سونگ-گی، کیم سانگ-کیونگ، یئون وو-جین، کانگ مین هیوک، چوی وو شیک و جو بوک-ره بازی می‌کنند. این فیلم داستان یک متخصص ساجو به نام سو دو-یون (لی سونگ-گی) را روایت می‌کند که از پادشاه دستوری برای کمک به او در انتخاب شوهر برای دخترش شاهدخت سونگ-هوا دریافت کرد. این فیلم، دومین قسمت از پروژه فیلم سه بخشی شرکت ژوپیتر فیلم در زمینهٔ سنت‌های فالگیری کره‌ای پس از فیلم چهره‌خوان که در سال ۲۰۱۳ و پیش از فیلم فنگ شویی که بعداً در سپتامبر ۲۰۱۸ اکران شد، است.

## داستان
شاهزاده خانم سونگهوا از دوران چوسان سرنوشت خود را برای ازدواج با یکی از چهار خواستگاری که از نظر زناشویی سازگاری خوبی با او دارند، رد می‌کند. سپس از قصر فرار می‌کند تا او مردی را که واقعاً دوستش دارد پیدا کند...

## بازیگران

### اصلی
- شیم اون-کیونگ در نقش شاهدخت سونگ-هوا
  - لی هان-سو در نقش جوانی شاهدخت سونگ-هوا
- لی سونگ گی در نقش سو دو-یون

فال‌گیر
- یئون وو-جین در نقش یون شی-کیونگ

اولین کاندید برای همسری شاهدخت سونگ-هوا. او مردی جاه طلب است.
- کانگ مین هیوک در نقش کانگ هوی

دومین کاندید برای همسری شاهدخت سونگ-هوا. او مردی با استعداد و خوش قیافه است.
- چوی وو شیک در نقش نام چی-هو

سومین کاندید برای همسری شاهدخت سونگ-هوا. او مردی گرم و مؤدب است و به خاطر تقوایش شناخته شده‌است.

### مکمل
- کیم سانگ-کیونگ در نقش پادشاه
- جو بوک-ره در نقش گه-شی
- پارک سون-یونگ در نقش یونگ-بین
- لی یون-گون در نقش پارک این
- کیم دو-یوپ در نقش جو یو-سانگ
- کیم جو-هون در نقش یوک-سون
- هان سونگ-یون در نقش سونگ-هوا
- پارک چونگ-سون در نقش اونوچ جانگ
- چو سو-هیانگ در نقش مان-یی
- لی یونگ-نیو در نقش بانوی دربار هان
- جو دایانگ در نقش شاهدخت یو-هی
- مین آ-روم در نقش شاهدخت ۳
- سون سونگ-چان در نقش قاضی ۲
- پارک وون-هو در نقش سانگ-مون
- لی جونگ-هیون در نقش مرد زشت ۱
- یون یو-سون در نقش او آه-ری
- سونگ یونگ-جه در نقش استاد رصدخانه سلطنتی
- سونگ کوانگ-ون در نقش خواستگار شاهدخت ۱
- لی سون-بین در نقش شاهدخت ۱
- هان جی-آن در نقش گیسنگ ۱
- آن جی-هو در نقش دو-گو

### حضور ویژه
- چوی مین هو در نقش سو گا-یون
- پارک جین-جو در نقش اوک-هی

## تولید
فیلم‌برداری اصلی در ۹ سپتامبر ۲۰۱۵ آغاز شد و در ۲۳ دسامبر ۲۰۱۵ خاتمه یافت.

## انتشار
در ۳۱ ژانویه ۲۰۱۸، کنفرانس مطبوعاتی فیلم با بازیگران اصلی و کارگردان برگزار شد. تریلر اصلی فیلم در ۹ فوریه ۲۰۱۸ منتشر شد. شاهزاده خانم و دلال ازدواج در ۲۸ فوریه ۲۰۱۸، در سینماهای داخلی اکران شد.

## بازخورد
بنا به گفتهٔ شورای فیلم کره‌ای، شاهزاده خانم و دلال ازدواج در اولین روز اکران، درصدر باکس آفیس داخلی قرار گرفت و ۱۷۵٬۰۲۲ تماشاگر را به خود جلب کرد.
در آخر هفتهٔ اول زمانی که فیلم، ۹۶۵ بار بر روی پرده ظاهر شد، شاهزاده خانم و دلال ازدواج ۴۸۹٬۷۰۲ تماشاگر را جذب کرد که ۲۹٫۱ از فروش بلیت‌های آخر هفته را به خود اختصاص داد.
این فیلم به مدت شش روز متوالی جایگاه شماره یک را از زمان اکران خود حفظ کرد و در هفتمین روز خود از مرز یک میلیون تماشاگر گذشت.
در آخر هفتهٔ دوم، ۱۵۷٬۰۸۴ تماشاگر این فیلم را دیدند و در باکس آفیس کره‌ای به رتبهٔ چهارم سقوط کرد.